# Gomphandra comosa
Gomphandra comosa är en järneksväxtart som beskrevs av King. Gomphandra comosa ingår i släktet Gomphandra och familjen Stemonuraceae. Inga underarter finns listade i Catalogue of Life.